# Kokand
Kokand (üzbég nyelven: Qo'qon, Қўқон, قوقان; orosz nyelven: Кока́нд; perzsa nyelven: خوقند, latinizált: Xuqand; Chagatai: خوقند, Xuqand; tadzsik nyelven: Хӯқанд, latinul: Xökand) város Üzbegisztánban a Fergána régióban, a Fergana-völgy délnyugati peremén. Kokand lakossága 2014. április 24-én körülbelül 187 477 volt. A város beceneve "Szélváros", vagy néha "A vaddisznó városa". 

## Fekvése
Taskenttől 228 km-rel délkeletre, Andižántól 115 km-rel nyugatra és Fergánától 88 km-rel nyugatra fekvő település.  
Kokand a Fergána-völgybe vezető két fő ősi kereskedelmi út kereszteződésében fekszik, melyek közül az egyik északnyugatra vezet a hegyek fölött Taskentbe, a másik  pedig nyugatra Khujandon keresztül. Ennek eredményeként Kokand a fő közlekedési csomópont a Fergána-völgyben.

## Története

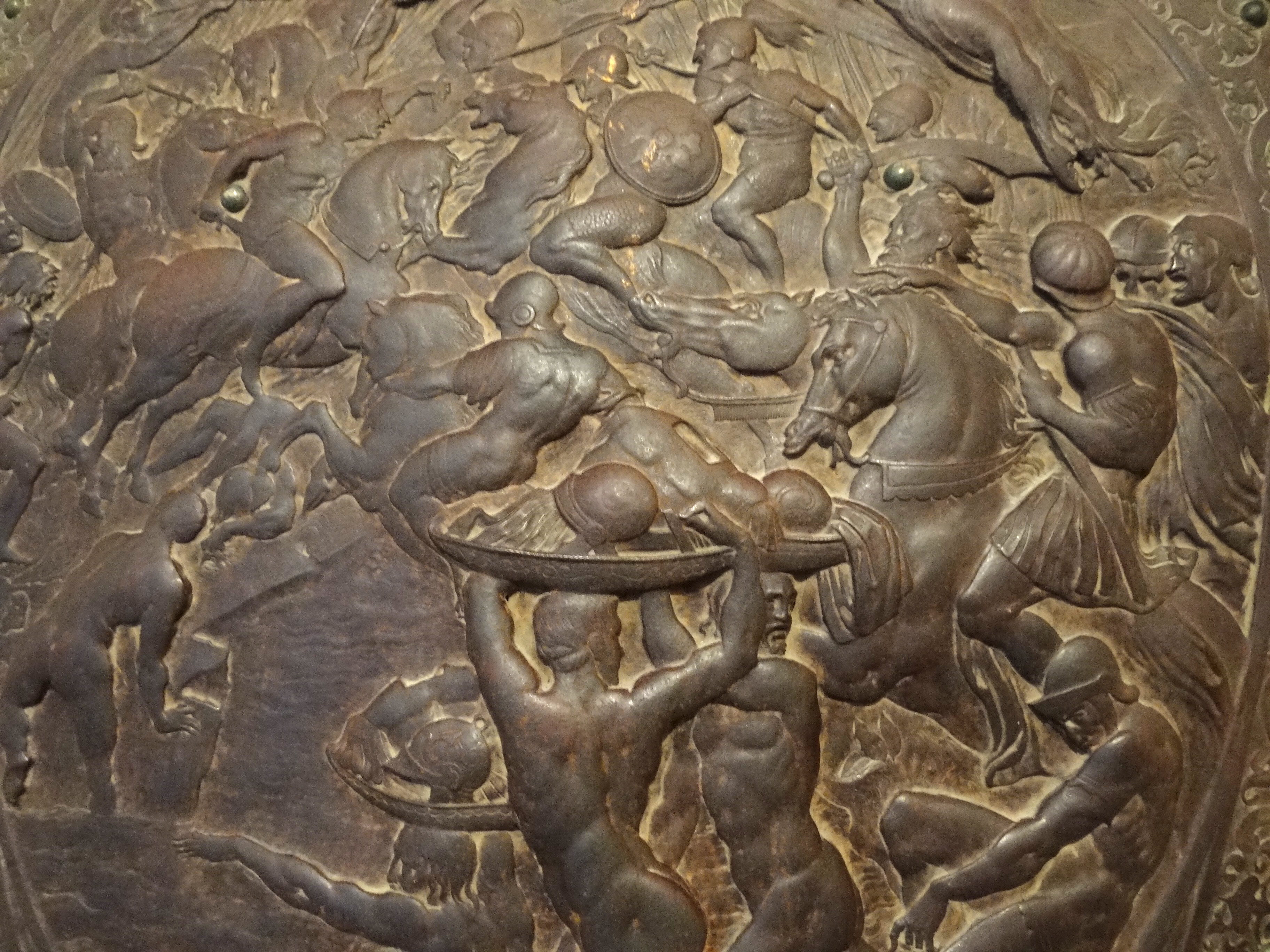
Egy középkori pajzson ábrázolt csatajelenet Kokandból

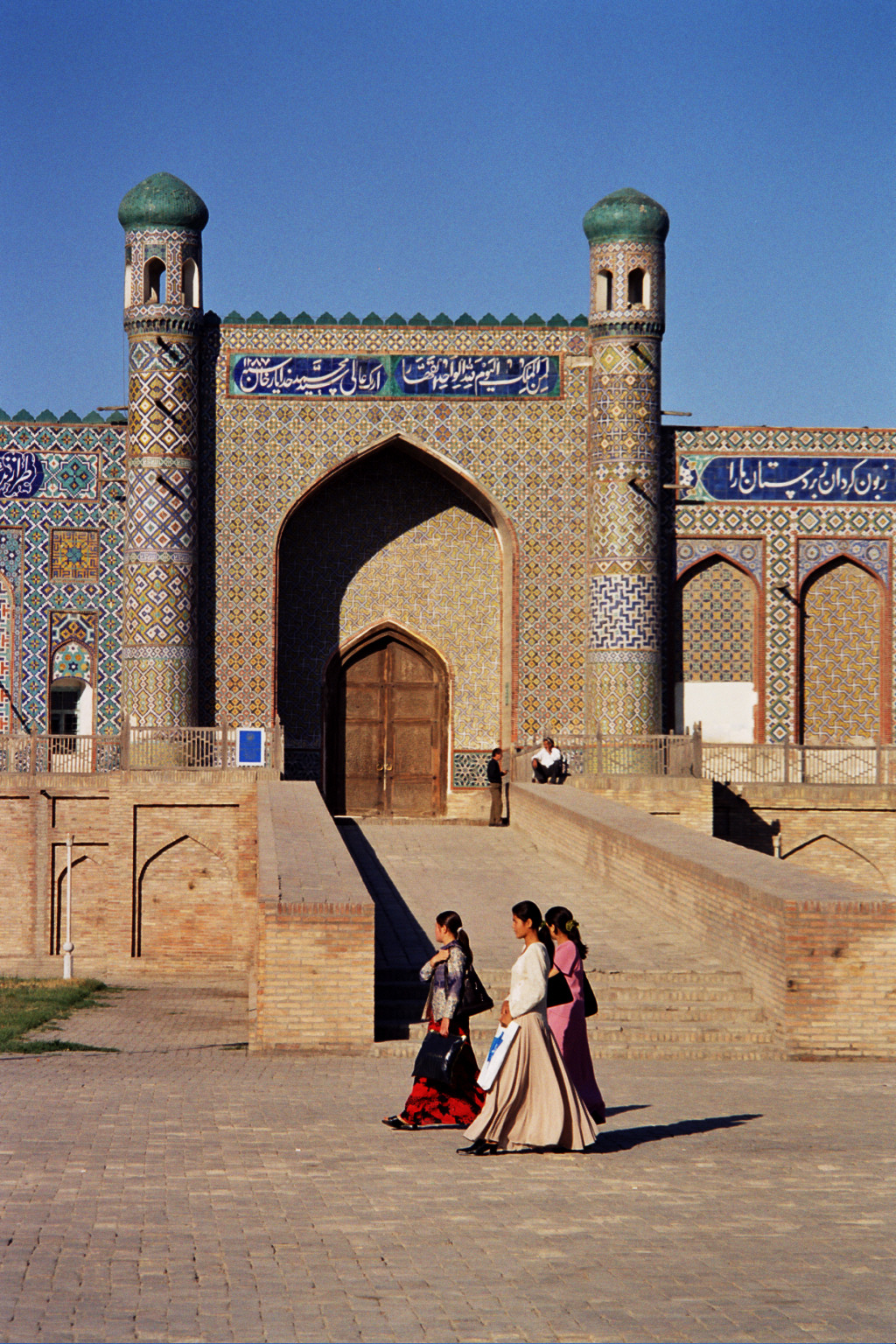
Khudayar Khan tér, Kokand

Kokand legalább a 10. század óta fennáll, egykor Khavakand néven volt említve, és az utazók beszámolóikban gyakran említették mint a Dél-Ázsia és Kelet-Ázsia közötti karavánút melletti várost. Kokandot az 1. században a kínai Han-dinasztia hódította meg. Később az arabok győzték le, majd a 13. században a mongolok pusztították el.
A jelenlegi várost 1732-ben mint erődöt említették, amely egy másik régebbi erőd, Eski-Kurgan helyén épült. 1740-ben az üzbég királyság fővárosává vált, a Kokandi Kánság, amely nyugatra Kizilordáig és északkeletre Biskekig terjedt. Kokand egyben a Ferganai-medence legfontosabb vallási központja is, több mint 300 mecsettel büszkélkedve.
Az Orosz Birodalom erői Mihail Dmitrijevics Szkobelev irányítása alatt 1883-ban elfoglalták a várost, amely azután az orosz Turkesztán részévé vált. Miután Kokand és általában egész Közép-Ázsia csatlakozott a Birodalomhoz, 40 évig a békében élt a régió. Az első világháború alatt két forradalom történt az Orosz Birodalomban. A szeparatisták kihasználták a helyzetet, hogy destabilizálták a várost és megakadályozták a forradalmi változásokat. Tehát ez volt a rövid életű (72 napos) (1917–18) Autonóm Turkesztán (a Kokand Autonómia néven is ismert) bolsevikellenes ideiglenes kormány fővárosa.

## Nevezetességek

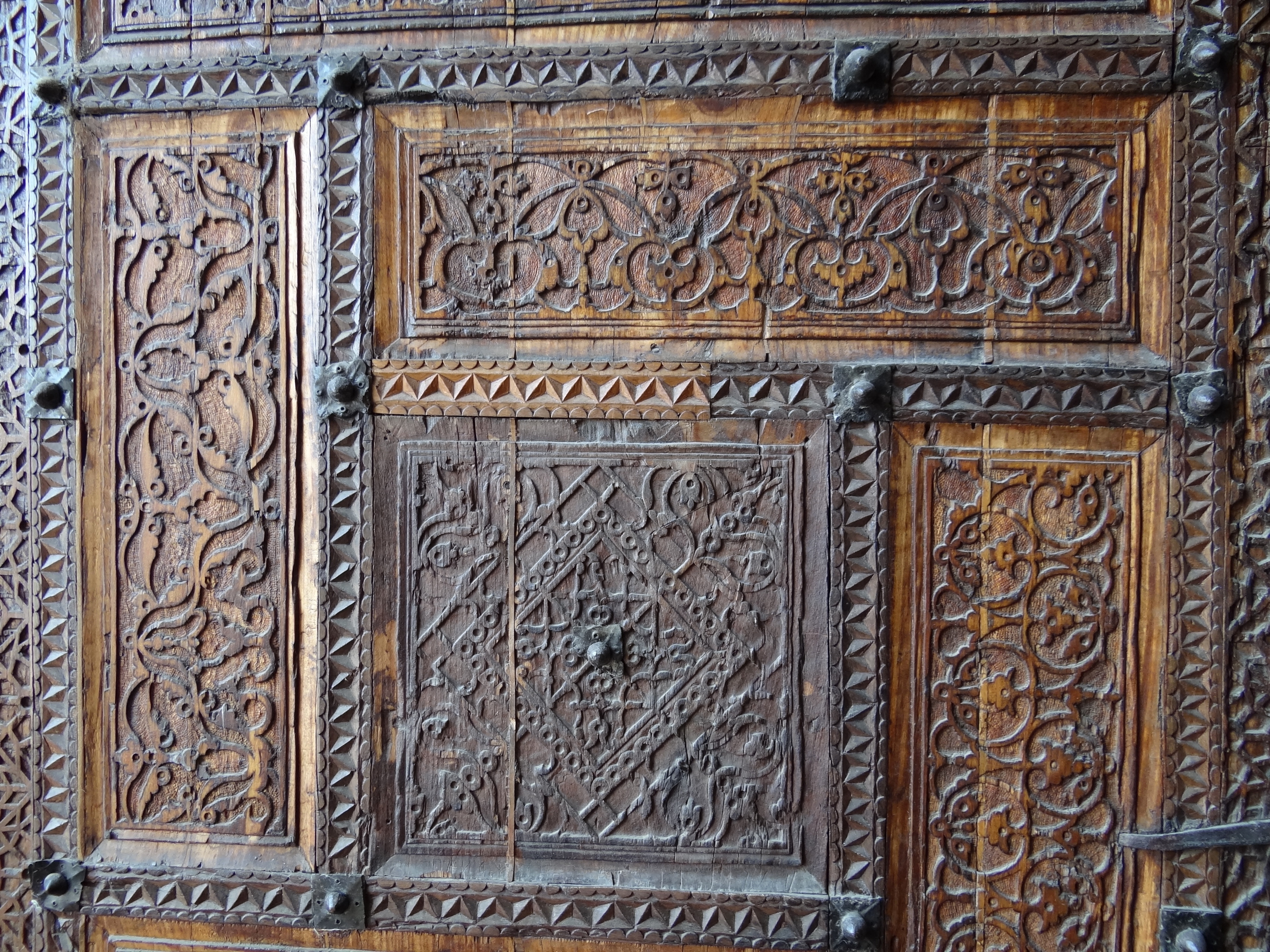
Ajtórészlet Kokandból

- Khudayar Kán palotája - 1863 és 1874 között Muhammad Khudayar Kán építette. A befejezés után Közép-Ázsia egyik legnagyobb és legszembetűnőbb palotája volt. Eredetileg százhárom szobája volt, melyből mára tizenkilenc maradt fenn, és ma múzeumnak ad otthont.
- Jummi-mecset - 1800-1812-ben épült és 1989-ben nyitották meg újra.
- Amin Bég Medresze - 1813-ban épült.
- Dakhma-I-Shokhon, a kokandi kánok 1830-as években épült nekropolisza.
- Khamza Múzeum - Kokand szovjet hősének, Hamza Hakimzade Niyazinak szentelték.

## Oktatás és kultúra
A városban számos medresze található. Kokand számos tudósnak ad otthont, mint például Abdulhafiz Al-Quqoniy és Yorqinjon Qori Al-Quqoniy.
Kokand oktatási központ, egy intézettel, kilenc főiskolával és líceummal, valamint számos múzeummal.

## Gazdaság
Kokand központja a műtrágya, vegyi anyagok, gépek, gyapot és élelmiszeripari termékek gyártásának. Az elmúlt két évtizedben új kerületek és középületek épültek a városban, valamint számos ház, üzlet, kávézó, étterem és egyéb magánszektorbeli vállalkozás is. 

## A város szülöttei
- Verebes Károly magyar színész[1]

## Fordítás
- Ez a szócikk részben vagy egészben  a   Kokand című angol Wikipédia-szócikk ezen változatának fordításán alapul.  Az eredeti cikk szerkesztőit annak laptörténete sorolja fel. Ez a jelzés csupán a megfogalmazás eredetét és a szerzői jogokat jelzi, nem szolgál a cikkben szereplő információk forrásmegjelöléseként.